# カラカス芸術振興会

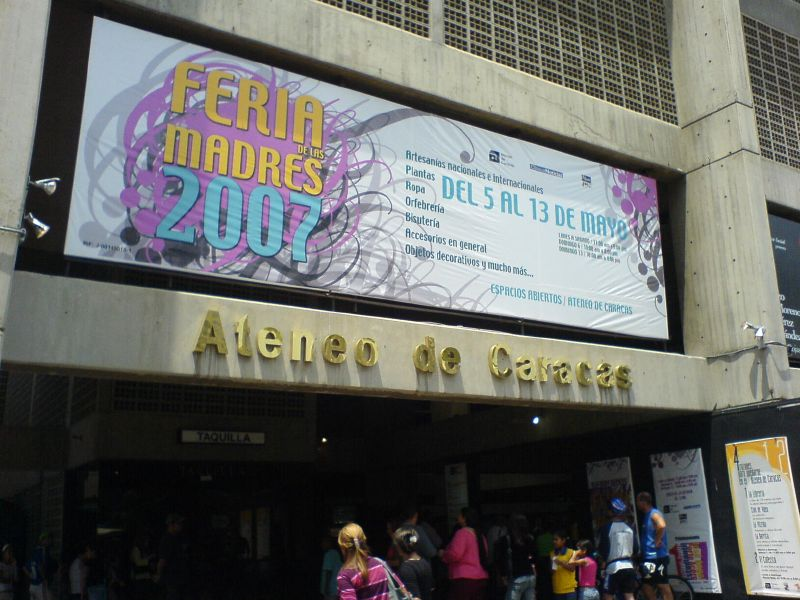
カラカス芸術振興会、施設外観

カラカス芸術振興会（スペイン語: Ateneo de Caracas）は、芸術を中心とした文化的施設および組織の名称。現在施設はベネズエラの首都カラカスにある、ロス・カオボス地区に位置している。建物は2つの公会堂を有するほか、コンサートホール・図書館・画廊・映画やリハーサル室・カフェ・そして数々の事務所を一挙に運営している。

## 歴史
施設は1931年8月8日に設立された。このカラカス芸術振興会は、歴代常に女性が統率してきている。現在の会長はマリア・テレサ・カスティージョで、彼女は1958年以来ずっとこの会長職に就いている。また、最初の会長は音楽家のマリア・ルイサ・エスコバルであった。彼女は当初軍の将官ヴィンセンチオ・ペレス・ソトの所有する不動産であった時から、最初の振興会と本部建物を先導してきた人物である。1942年、振興会の会長と施設の位置は変更となった。会長職は当時俳優だったアナ・ユリア・ロハスの手に託され、建物の新しい位置は教育者のアンドレス・ベロの出生地へと移されたのである。しかし、1983年まで、カラカス芸術振興会は現在の位置に本部を置くことはなかった。現在の建物はグスタボ・レゴルブーロによりデザインされたものである。彼はデザインを行ったのと同じ年、この建物の意匠で国民建築賞を受賞している。

## 施設での活動
- カラカス国際映画祭 ― マリア・テレサ・カスティージョと当時の映画監督、カルロス・ヒメネスにより設立されたイベント。世界でも有数の映画祭の一つであると考えられている。
- クリスマス・フェア ― 職人や銀細工師、アンティーク業者などが一堂に集まるイベント。
- 絵画展覧会 ― 毎年恒例の催しもので、国内・海外双方の芸術家による作品に焦点が当てられている。
- 芸術性の高い映画の上映。